# 建衡
建衡（けんこう）は、三国時代、呉の末帝孫晧の治世に行われた4番目の元号。
269年 - 271年。

## 出来事
- 元年10月：宝鼎4年を建衡と改元。

## 西暦・干支との対照表
| 建衡 | 元年  | 2年   | 3年   |
| 西暦 | 269年 | 270年 | 271年 |
| 干支 | 己丑  | 庚寅  | 辛卯  |

## 他元号との対照表
| 建衡 | 元年  | 2年   | 3年   |
| 西晋 | 泰始5 | 泰始6 | 泰始7 |